# Lijst van burgemeesters van Sprang
Dit is een lijst van burgemeesters van de voormalige Nederlandse gemeente Sprang tot die gemeente in 1923 opging in de gemeente Sprang-Capelle.
| Ambtsperiode | Naam burgemeester          | Partij of stroming | Bijzonderheden                                        |
| ------------ | -------------------------- | ------------------ | ----------------------------------------------------- |
| 1813 - 1847  | Hendrik (H.) Vergouwen     |                    | maire/schout/burgemeester                             |
| 1847 - 1865  | Cornelis (C.) van Riel     |                    |                                                       |
| 1865 - 1870  | C.A.G. van Everdingen      |                    | tevens burgemeester van Vrijhoeve-Capelle (1864-1870) |
| 1870 - 1900  | J. van Dijk                |                    | tevens burgemeester van Vrijhoeve-Capelle             |
| 1900 - 1923  | Cornelis (C.G.H.H.) Meijer |                    | later burgemeester van Sprang-Capelle                 |